# 交趾焼

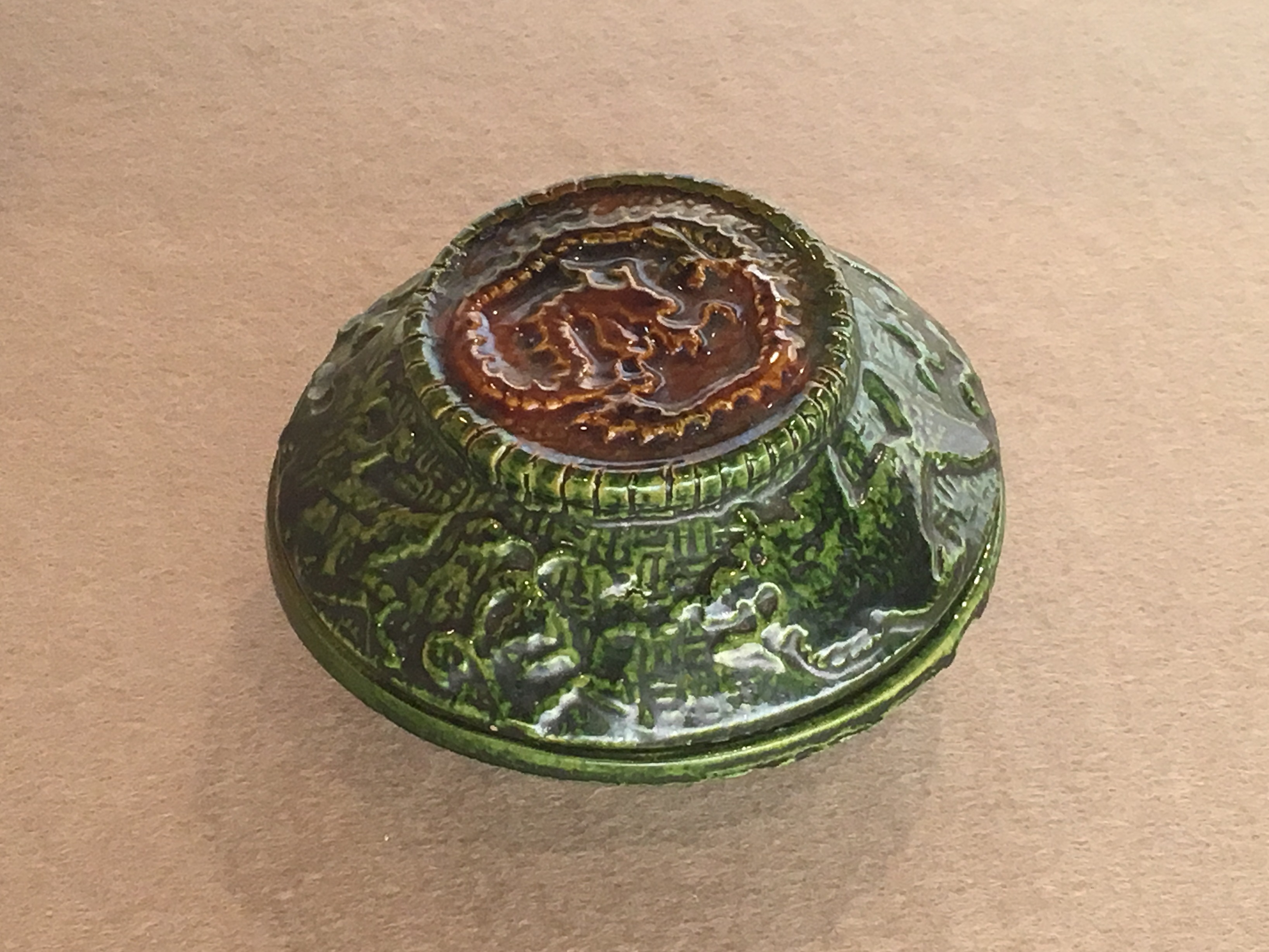
交趾写緑釉龍文香合 (こうちうつしりょくゆうりゅうもんこうごう)豊楽　利慶（初代）江戸時代中期（18世紀）愛知県陶磁美術館

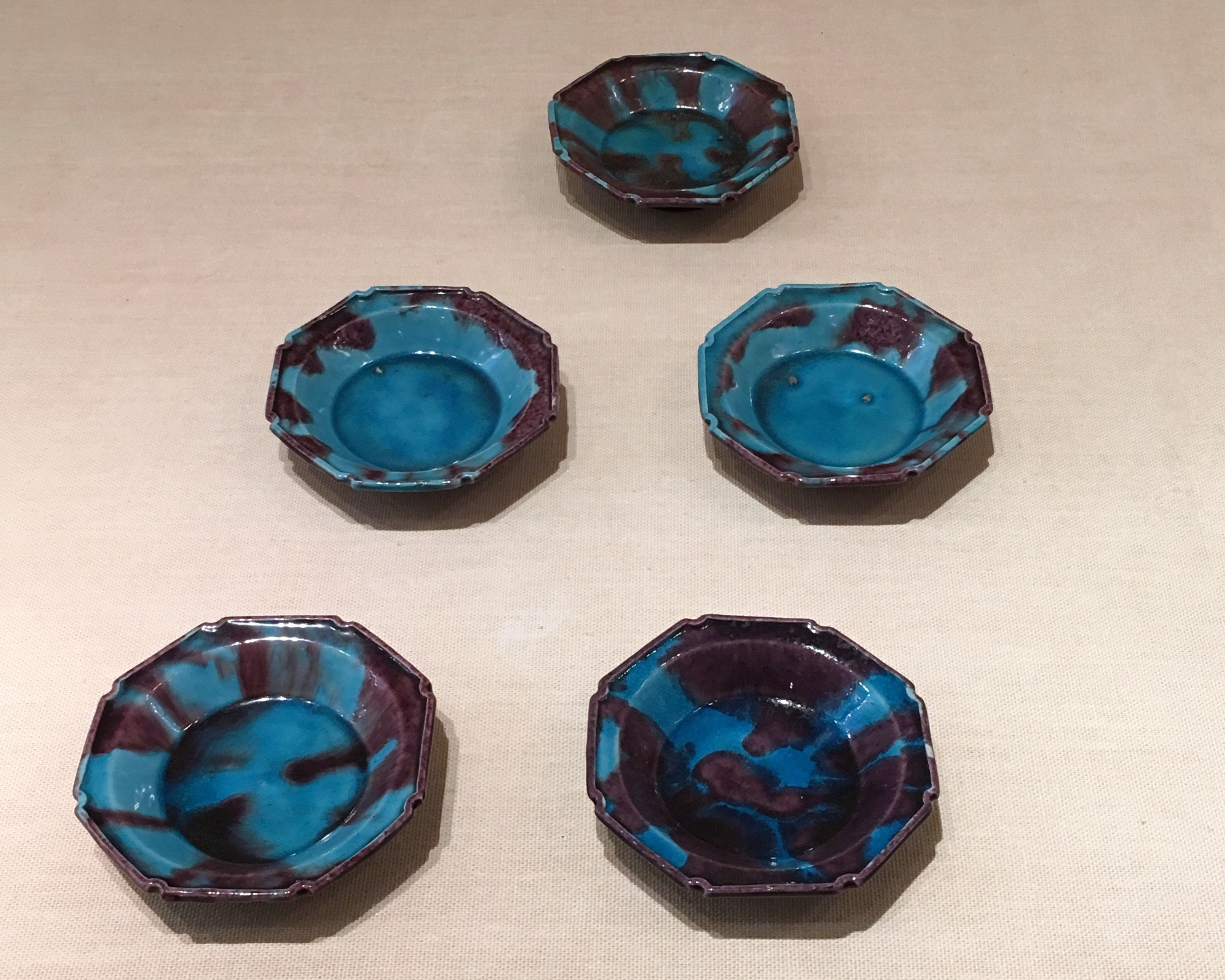
交趾釉入隅八角小皿　三楽園　江戸時代後期 19世紀　愛知県陶磁美術館

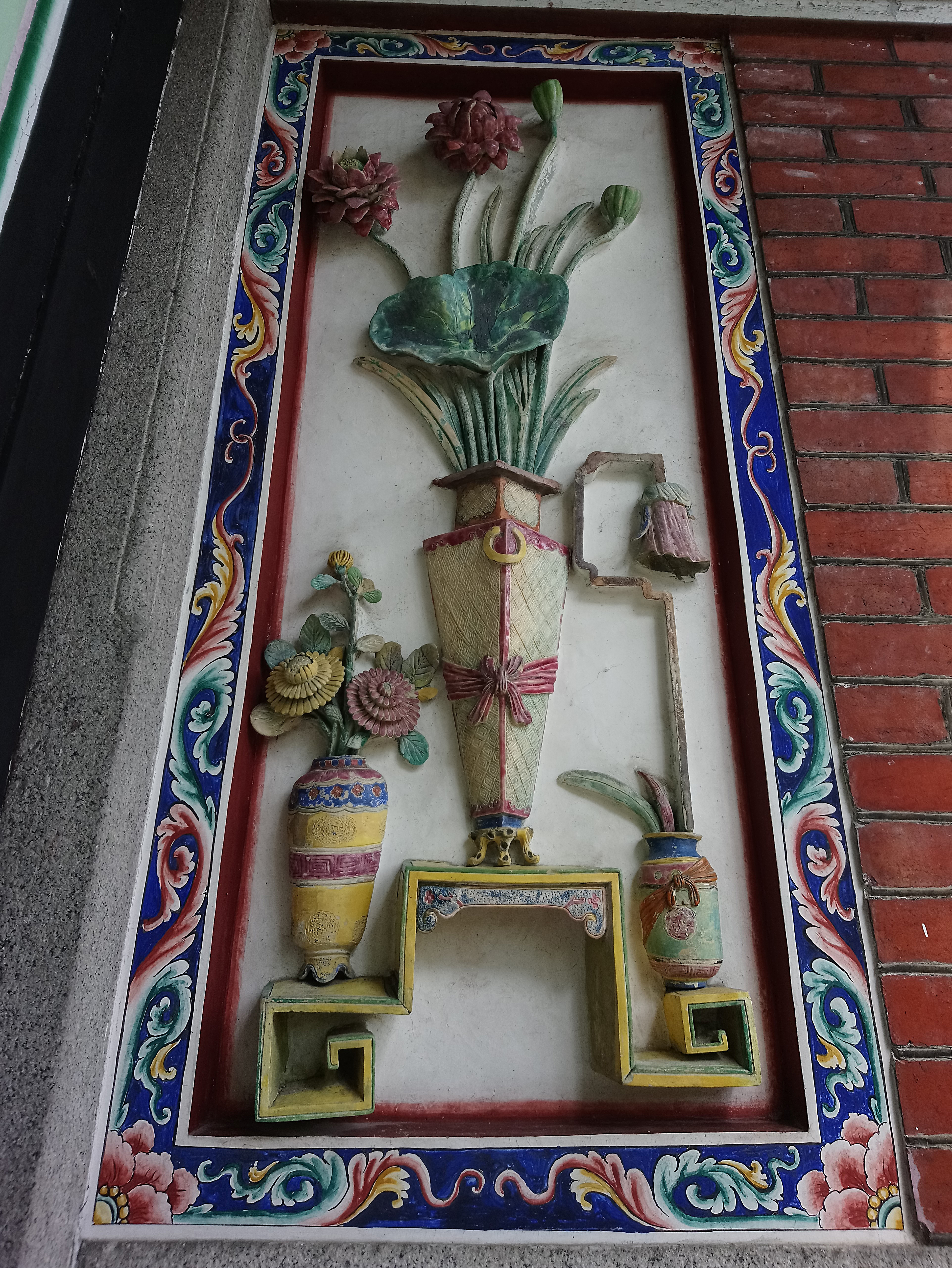
台北孔子廟・儀門の交趾焼

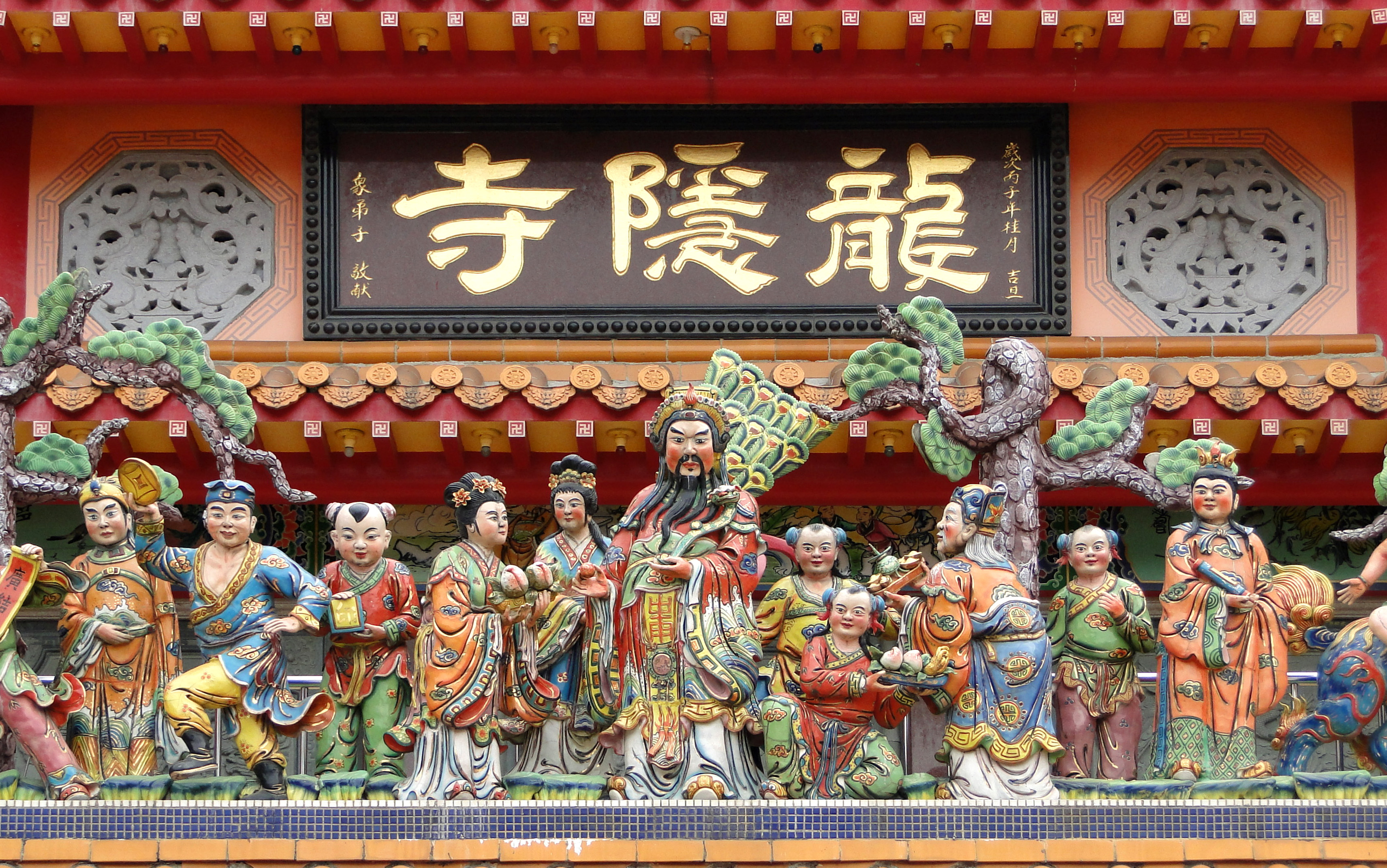
龍隠寺の交趾焼（嘉義市・触口村）

交趾焼（こうちやき、コーチ‐やき、中: 交趾陶、英: Cochin ware,
Kōchi ware , Kochi ware,
Kōchi-yaki, Kochi-yaki）は、中国南部で生産された陶磁器の一種。
名称はベトナムのコーチシナ（交趾支那）との貿易で交趾船によりもたらされたことに由来する。近年、実際の産地は中国福建省南部の漳州と判明した。正倉院三彩などの低火度釉による三彩、法花と呼ばれる中国の元時代の焼き物、黄南京と呼ばれる中国の焼き物や清の時代の龍や鳳凰が描かれた焼き物も広い意味では交趾焼である。総じて黄、紫、緑、青、白、などの細かい貫入の入る釉薬のかかった焼き物の事をさす。

## コーチという呼び名
交趾焼は交趾、交趾写し、コーチ、こうちと呼ばれる事が多い。
通常は交趾舟貿易により日本にわたってきた本歌と、写しものとして日本国内の主に京焼で生産されてきた色絵陶磁器全般の事を示す。

## 技法
生地は陶器、磁器で成形され、素焼き、または高温で焼き締める。次に交趾釉を施釉し、低火度焼成による焼成を経て完成する。
彫刻、盛り上げ、椎泥、イッチン、貼付け、線刻、泥化粧などの下絵を施した生地に鮮やかな色釉がかかる。

## 茶道との関わり
交趾焼は主に茶の湯の世界で珍重され、香合がとくに尊ばれる。江戸時代に数寄者の間で作成された香合番付では、交趾の香合がその上位を占める。
茶の湯で珍重されるという事で、京都において楽家や永楽善五郎がその写しものを制作した事から九谷焼や日本の京焼でもその写しが作られることとなり、その制作は全国で行われる。永楽が携わった紀州徳川家の偕楽園焼は紫と浅葱色と呼ばれるトルコブルーを基調にした法花の和製の作風である。
青木木米は交趾の名品を多く残している。
1943年（昭和18年）に交趾焼で技術保存作家認定を受けた二代赤沢露石（赤沢修三 京都市）がいる。

## 台湾における交趾焼
台湾には19世紀に中国の広東より民芸としてもたらされており、交趾陶、嘉義焼とも称される。主に寺院建築の壁面の飾り物として人物、瑞獣、植物をモチーフとされ、台湾での公式な贈答品として用いられている。中国の故事に"これを所有するものは名声を得る。"とある。台湾では主に嘉義で生産されるため、嘉義焼とも言われる。